# Torpedo (Kolin)
Torpedo is een historisch merk van motorfietsen.
De bedrijfsnaam was: F. Trojan & A. Nagl, later F. Trojan & Strach, Kolín.
Dit was een Tsjechisch merk dat van 1903 tot 1912 motorfietsen met eigen 3½- en 4pk-eencilinders en 6- en 8 pk V-twins met zijkleppen maakte.
- Voor andere merken met de naam Torpedo, zie Torpedo (Barton-on-Humber) - Torpedo (Frankfurt) - Torpedo (Geestemünde) - Torpedo (Verenigde Staten).